# キマニ・マルゲ
キマニ・マルゲ（Kimani Ng'ang'a Maruge、1920年頃 - 2009年8月14日）は84歳で小学校に入学し、2004年のギネス・ワールド・レコーズで「世界最高齢で小学校に入学した」と認定されたケニアの男性。2009年に卒業を前にして胃癌で死亡した。なお、記録上の生年は不明であり、1920年というのは本人の記憶によるもの。

## 略歴
マルゲは1950年代、イギリスからの独立を目標に掲げたマウマウ団の戦士だった。
2003年、ケニア政府が小学校教育の無料化を実施したため、マルゲはケニア西部のエルドレットにあるKapkenduiywo小学校に入学した。2005年には優秀な生徒だとして、首席に選ばれている。2005年9月には、マルゲは国連ミレニアム・サミット（2000年に開催し国連ミレニアム宣言採択）のフォローアップ（レビュー）が行われた2005年世界サミットで、初等教育無料化の重要性を訴えるためにニューヨークに行っている。
2007-2008年の選挙暴動の煽りを受けてマルゲは資産を失ったため、小学校を退学することを考えていた。2008年前半には小学校から4キロメートル離れた難民キャンプに住んでいたが、毎日出席した。
2008年6月には強制退学となり、首都ナイロビの高齢者施設に移された。しかし2008年6月10日にナイロビのカリオバンギ地区 (Kariobangi) にあるマルラ小学校6学年に編入した。
2009年5月には映画化の話が進められ、南アフリカ共和国で撮影された。
2009年5月24日日曜日にはカリオバンギの聖三位一体カトリック教会（Holy Trinity Catholic Church）で洗礼を受け、洗礼名ステファン（Stephen）を授けられた。
このときマルゲはすでに妻を亡くしていたが、孫は30人おり、そのうちの2人と同じ小学校に通っていた。
マルゲは2009年8月14日にナイロビの高齢者施設で胃癌で死去した.